# ローランド地方

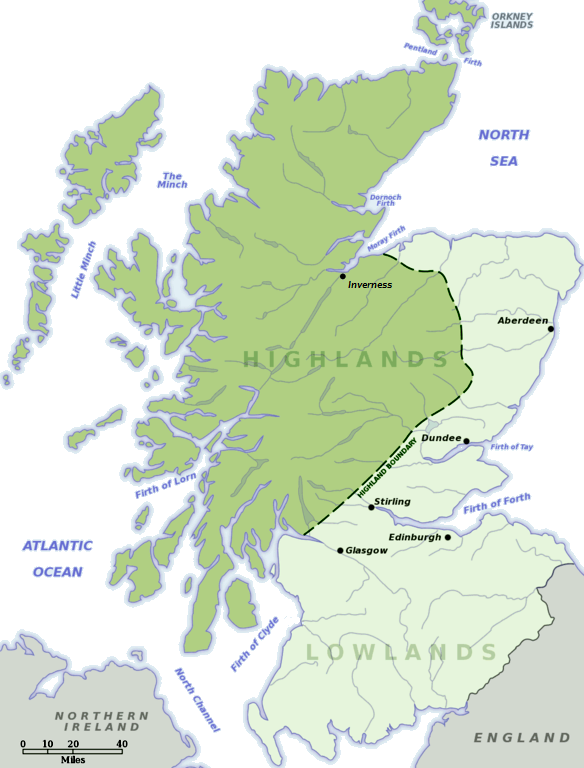
ハイランド地方とローランド地方

ローランド地方（Lowlands、ローランドちほう、低地地方とも）は、スコットランド中部の低地帯を総称していう。北部のハイランド地方に対する呼称だが、ハイランドほどには頻繁に言及されない。広義にはクライド川河口のダンバートンと北海沿岸のストーンヘイヴンを結ぶ線から南東のスコットランド中部・南部全体を指すこともある。低地地方といっても必ずしも地理的に低地にあたらない場合もある。

## 概要
一般的にはダンバーからガーバン以南の南部高地を除く地溝帯のみに用いられる。地質的には、主にデボン紀の砂岩および石炭紀石灰岩から構成され、一部に火山岩や石炭層が露出し、古生代の化石等も発見されている。フォース川とクライド川が流れ込んで肥沃な地域が広がり、酪農などが盛んである。セントラル・ベルトとよばれる人口稠密地帯ではグラスゴー、エディンバラなど炭田を背景に鉄鋼、造船などの近代工業が栄えている。
北部のハイランド地方と比較すると、イギリス文化の影響を濃厚に受けたこともあって、親英的な住民が多いのが特徴である。

## おもな都市
- アバディーン
- エディンバラ
- グラスゴー
- スターリング
- ダンディー